# 信德謝赫
信德謝赫是巴基斯坦信德人中較大的族羣，他們多數是城市居民。
謝赫是一個阿拉伯詞語，意為一個部落的領主、長老、受尊敬的烏里瑪。在南亞，謝赫是指祖先來自阿拉伯的穆斯林。他們中世纪時以技術官僚，官僚，軍人，商人，科學家，建築師，教師，神學家身分來到南亞定居，現在信德族中的大概6503000人。